# مامپیکونی II
مامپیکونی II (به لاتین: Mampikony II) یک منطقهٔ مسکونی در ماداگاسکار است که در خیره کننده واقع شده‌است. مامپیکونی II ۱۴٬۰۰۰ نفر جمعیت دارد و ۲۱۳ متر بالاتر از سطح دریا واقع شده‌است.